# Üllő
Üllő [ylé] je město v Maďarsku v župě Pest, spadající pod okres Vecsés. Nachází se asi 6 km jihovýchodně od Budapešti. V roce 2015 zde žilo 11 701 obyvatel, z nichž jsou 85,9 % Maďaři.
Üllő sousedí s městy Gyömrő, Maglód, Monor, Ócsa a Vecsés. Poblíže jsou též obce Ecser, Felsőpakony a Péteri.

## Název
Město nese název podle jednoho ze synů dobyvatele Árpáda, který padl v bojích v 10. století.

## Historie
Archeologické nálezy ukazují, že oblast dnešního města byla osídlena již v pravěku. Z doby měděné zde byla nalezenea nádoba s dýmkou, z doby bronzové potom ženské pohřební nádoby dále, flétna z kostí ptáka gazely a z doby železné keltská keramika. Z období stěhování národů bylo vykopáno také sedm hrobů. Nejvýznamnějšími archeologickými nálezy jsou dvě avarská pohřebiště (více než 400 hrobů) vykopaná v letech 1932 a 1951. Název sídla se ustálil nejspíše podle třetího syna knížete Arpáda. 
První písemná zmínka o obci pochází z roku 1252, z doby po tatarském vpádu. Největšího rozkvětu dosáhlo Üllő ve středověku zřejmě za krále Matyáše.
Osada byla osídlena po celé období turecké okupace. Po roce 1591 byla postižena poklesem obyvatelstva, nebyla však nikdy opuštěna. Tuto skutečnost dokazují 
jako její sousedé, i když počet jejích obyvatel od roku 1591 výrazně klesal. Dokazují to dochované seznamy místních tureckých správců (Spahijů). V závěrečné části války v Uhrách byla osada krátce opuštěná. Po skončení války a po Rakócziho vzpouře se obec postupně obnovovala. Současný římskokatolický kostel v Üllő, který je evidovaný jako kulturní památka, byl postaven v letech 1752–1757, kostel reformované církve potom v roce 1844. V roce 1847 získalo Üllő jako jedno z prvních měst na území dnešního Maďarska železniční spojení s Budapeští a Ceglédem. 
V roce 1849 v obci pobýval chorvatský bán Josip Jelačić, který bojoval proti Maďarům během revolučních let 1848 a 1849.
Na přelomu 20. a 21. století vzrostl význam sídla vzhledem k suburbanizaci maďarské metropole Budapěšti. Vznikaly zde proto nové rodinné domy, lokalita se ale díky blízkosti nedalekých dálnic stala atraktivní i jako prostor pro obchodní centra a kanceláře. To vyvolávalo řadu sporů s místním obyvatelstvem.

## Ekonomika
V letech 2020 až 2022 byl ve městě budován první závod společnosti Lenovo v Maďarsku.

## Pamětihodnosti
Ve středu obce se nachází barokní kostel sv. Jana Křtitele z roku 1752 a dále kostel evangelický, který vznikl na místě středověkého svatostánku.

## Doprava
Město se nachází v blízkosti budapešťského dálničního okruhu, který vede severozápadně od města. dálnice M4 prochází severovýchodně od Üllő, u obce má jeden výjezd (30. km dálnice). 
Městem rovněž prochází dálková železniční trať č. 140 (z Budapešti do Ceglédu). V obci se nachází jediné nádraží.